# میرزا محمدتقی دبیرالدوله
میرزا محمدتقی دبیرالدوله فرزند میرزا مصطفی ملقب به وکیل لشکر و جد او میر مصطفی بن الحسین الحسینی تفرشی  بود که در سال ۱۳۱۶ قمری درگذشت.
حاج میرزا محمدتقی دبیرالدوله وزیر دارالشورای کبری دولتی ناصرالدین شاه قاجار بود. او همچنین معاون وزارت جنگ در دوره قاجار را بر عهده داشت. اجداد وی از علماء و مجتهدان بودند و سلسله نسب آنها به سجاد امام چهارم شیعیان می‌رسد. میرزا محمدتقی دبیرالدوله در جوانی به تحصیل حسابداری و دفترداری و مقدمات علوم ادبی و عربی پرداخت. وی خطوط نستعلیق و شکسته را خوش می‌نوشت. دبیرالدوله به منصب لشکر نویسی و معاون وزارت جنگ دوره قاجار و همچنین وزیرلشکر در وزیران کابینهٔ اول میرزا نصرالله‌خان مشیرالدوله رسید.
حاج دبیرالدوله پس از بازنشسته شدن به کربلا نقل مکان کرد و در سال ۱۲۸۷ قمری طی مراسمی کلیدداری حرم حسین بن علی که مقام مهمی بود را بر عهده گرفت. او باقی عمر خود را در کنار حرم سپری کرد.

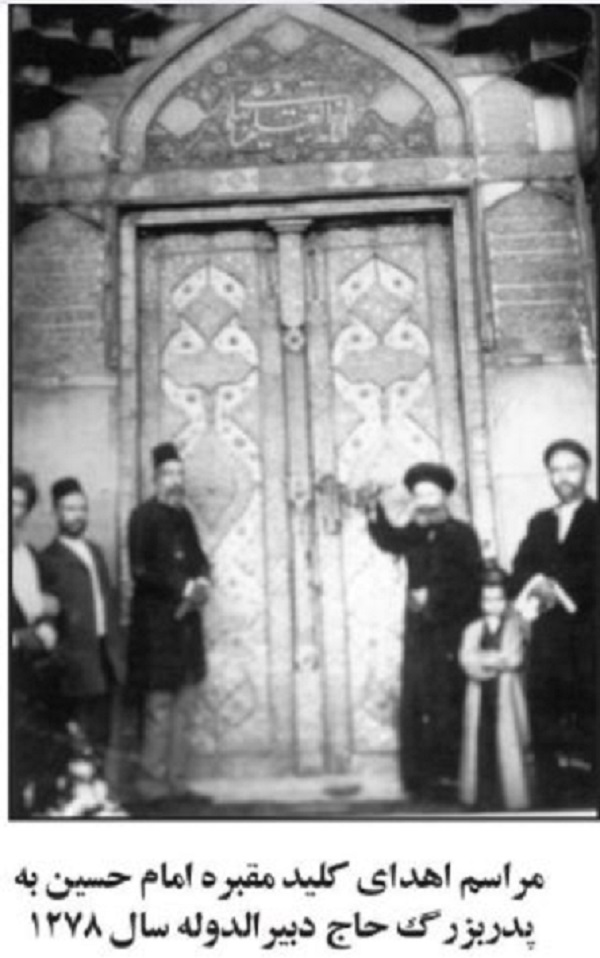
مراسم اهدای کلید مقبره امام حسین به حاج دبیرالدوله ۱۲۸۷

پس از مرگ نیز در صحن حرم به خاک سپرده شد.

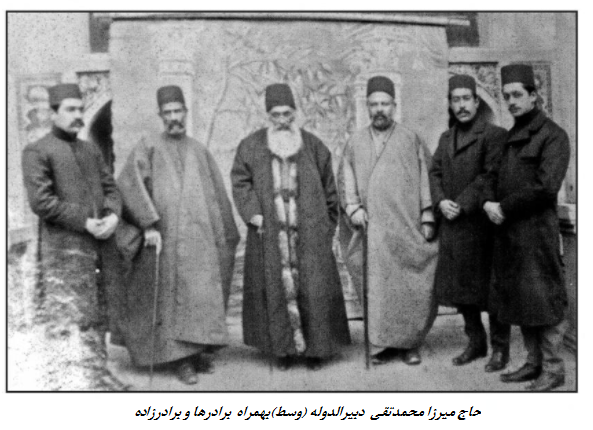

حاج دبیرالدوله دارای موقوفات فراوانی در منطقه فراهان اراک بود.

## مسئولیت‌های کاری
- منصب لشکر نویس باشی را از پدر خود میرزا مصطفی وکیل لشکر به ارث برد.[نیازمند منبع][۵]
- در دوره ناصرالدین شاه قاجار یکی از اعضای دارالشورای کبری دولتی بود.[نیازمند منبع][۶]
- در دوره کامران میرزا پسر فتحعلی‌شاه قاجار به منصب وکیل لشکر رسید.[۷]
- در کابینه وزیر افخم در سال ۱۲۸۵ معاون وزارت جنگ از طرف کامران میرزا پسر فتحعلی‌شاه قاجار به مجلس ملی معرفی شد.[نیازمند منبع]
- در کابینه میرزا نصرالله‌خان مشیرالدوله به منصب وزیرلشکر رسید.[نیازمند منبع][۸]

## همسر و فرزندان
فرزند ارشد دبیرالدوله، سیدمصطفی دبیرالدوله (رجالی) بود که پس از او به مقام لشکر نویسی رسید. همسر دبیرالدوله دوم، شرف‌السلطنه دختر ناصرالدین‌شاه بود از او صاحب دو پسر و چهار دختر شد. پسران آنها احمد رجالی و محمد رجالی نام داشتند.
زینب خانم بانو قدسیه دختر دیگر محمدتقی دبیرالدوله بود.
همسر دوم حاج میرزا محمدتقی دبیرالدوله نصرت خانم مزین‌الدوله دختر شاهزاده قاجارسلطان حسین میرزا بود که در ۱۹ ذیقعده ۱۳۵۳ قمری درگذشت. از این ازدواج پنج فرزند زاده شدند. ربابه‌خانم تزئین‌السلطنه که همسر حاج سید عبدالعلی سیدالمحققین بود، شرافت‌الدوله همسر علیرضا رجالی جلاء الملک (مادر سیمین رجالی روان‌شناس و نویسنده ایرانی-آمریکایی و نخستین استاد زن دانشگاه ملی ایران)، عفت‌السلطنه همسر یمین افشار، محمود خان فخامت‌الدوله رجالی، و صدر اقدس همسر اسماعیل حکیمی رکن‌الملک (برادر ابراهیم حکیمی) بود.

## تبارنامه
حاج میرزا محمدتقی دبیرالدوله بن میرمصطفی وکیل لشکر تفرشی بن حسن الحسینی تفرشی بن میر مصطفی الحسینی تفرشی بن میرمحمدحسین الحسینی تفرشی بن سید فضل‌الله الحسینی تفرشی بن حبیب‌الله الحسینی تفرشی و .. مطابق نوشته کتاب سمفونی زندگی نوشته سیمین رجالی شجره ایشان به امام سجاد می‌رسد.

## برادران
میرزامهدی خان الحسینی تفرشی بدایع نگار متخلص به لاهوتی که در ۱۲۷۹ قمری درگذشت. ایشان نایب وزارت امورخارجه نیز بود.
میرزاحسن خان مستشار لشگر ملقب به رفیع الدوله پسر مصطفی خان وکیل لشکر